# Luis Ansa
Œuvres principales
- Le Secret de l'aigle
- La Nuit des chamans
- Le Mystère du Nagual
- Fondements de la Voie du Sentir

Luis Ansa (Córdoba, 22 juillet 1922  - date possible mais incertaine - Clichy, 14 juin 2011) est un peintre argentin, né d'une mère indienne quechua et d'un père espagnol. Peintre, laqueur (laque de Chine et du Japon), aquarelliste, il est aussi professeur à l'école du Louvre.
Sa notoriété auprès du grand public est paradoxalement d'abord anonyme et passe en 1995 par l'ouvrage les sept plumes de l'aigle d' Henri Gougaud ,,, qui dépeint une partie spirituelle de l'histoire de sa vie. C'est ensuite l’écriture du livre Le secret de l'aigle, en 2000, qui fera connaître son nom et permettra le recoupement avec ses seules initiales cité dans le premier ouvrage.
Luis Ansa à en effet été formé dans sa jeunesse en Amérique du sud par plusieurs chamanes _ ou plutôt naguals amérindiens, notamment toltèque _ mais a aussi continué après avoir immigré en France à se nourrir de nombreuses autres traditions spirituelles qu'il appelle écoles de connaissances (Soufi, hindoue, hermétisme chrétien, zen, etc.). À partir de cette expérience il partageait depuis les années 1980 dans son atelier de peinture son approche sensitive de la spiritualité nommée Voie du sentir.,,,

## Biographie
Né en Argentine d'une mère indienne quechua et d'un père espagnol, médecin et catholique, il aurait perdu la mémoire pendant neuf mois à la suite de la chute d'une échelle à l'âge de 11 ans, se rattachant à la peinture pour tenir.
Puis vers 12 ans Luis vit exclusion de la propriété familiale de sa mère qu'il retrouve régulièrement dans une cabane de fortune où elle a trouvé refuge. Son décès semble avoir eu lieu peu de temps plus tard, vers ses 13 ans. Il le déduira plus tard des changements de comportements observés autour de lui, mais comme il ne lui a jamais été signifié clairement, il commencera par vouloir la retrouver.
Le jeune Luis quitte alors Cordoba et tente de rejoindre l'altiplano dont serait elle originaire pour la chercher, mais il échoue à passer la frontière et devient un temps un enfant des rues à Buenos Aires, vivant de petits boulots comme cirer des chaussures ou faire la plonge. Il connaitra aussi dans cette période adolescente un temps de lecture compulsive de la philosophie de la Grèce antique avec un amis, un temps où il ne fera rien d'autre pendant plusieurs mois selon ses dires.
A 18 ans, après une semaine de service militaire, il déserte et reprends son périple vers ses origines, toujour avec l'intention d'y retrouver sa mère. Arrivé à Tiahuanaco il est accueilli par son premier enseignant chaman, El Chura, le gardien des ruines. Suivra toute une initiation à la culture chamanique, très éloigné de ce qu'il appellera plus tard le "folklore pour touriste" qui passe par des substances psychotropes. L'expérience qu'il raconte est au contraire une initiation lente, qui prendra la forme de tout un périple au travers de plusieurs pays d’Amérique du sud pour découvrir les 7 grands savoirs clés des initiés (ou naguals, "un peu plus que chaman" selon lui). Ce symbolisme rarement dévoilé aux non-initiés, est nommés les 7 plumes de l'aigle. On le retrouve par exemple sous la forme de 7 coquillages accrochés à une ficelle au centre de la roue médecine de certaines cultures amérindiennes.
Il quitte l’Amérique du Sud avec son dernier compagnon de voyage, Alfredo, et arrive en Espagne, où il s'installe et devient maître laqueur, grâce au conseil d'un maitre qui se fera passer pour son employé hors de l’atelier et le quittera dès sa formation terminée.
Il devra ensuite fuir l’Espagne pour avoir tenu de virulent propos anti-catholique. Cette critique est liés à la haine qu'il avait pour son père comme il l'expliquera plus tard, mais aussi a une conceptions qu'il détaillera plus posément plus tard. Il s'installe ensuite faubourg saint Antoine, à Paris, où on le retrouve quelque temps plus tard interviewé à la télévision française en tant que peintre-chamane.
Dans les années 60, Luis Ansa continue ses explorations spirituelles de multiples façons. Il reçoit un enseignement issu de l'ordre de Ramakrisna en région parisienne, et il s’initie à l’art de l’écriture au contact de l’écrivain Raymond Abellio, spécialiste de la phénoménologie de l'école de Edmund Husserl.
Parallèlement et durant six années, Luis Ansa côtoie Vera Daumal qui le guide au sein de son cercle de travail, pour expérimenter l’enseignement de Georges Gurdjieff. Durant cette période, Luis Ansa est également en relation avec Lanza del Vasto, qui le conduit à rencontrer l’art du lâcher prise.
Luis Ansa s'initie ensuite au soufisme avec le maître Idries Shah et son frère Omar Ali Shah, avec qui il est invité à apprendre à apprendre en évitant notamment la pensée comparative et accumulative. Cet apprentissage dure 20 ans, il reçois les symboles de l'héritage de la ligné de ses maitres soufis, comme le manteau, et son maitre lui demande de ne rien apprendre aux autres de la façon dont lui a appris.
Désorienté, il revient au chamanisme de la tradition maya-toltèque rencontré dans sa jeunesse. Dans cette tradition il poursuit l'approche de la spiritualité par le corps, par l'écoute par chacun de son propre corps. C'est cette approche qu'il va proposer ensuite. Il parle alors de "féminin", de "devenir creux", ou d'être un "capteur", et il va petit à petit lui donner le nom de "voie du sentir" après être passé par plusieurs autres noms. Luis Ansa fonde d'abord en 1994 à Paris, l'association « L'Art du Secret » où il délivre son monde, invitant les personnes intéressées à étudier au contact de la sensation, une connaissance sans dogme et sans « gourou », venant du corps.
C'est l'époque où il rencontre Henri Gougaud qui va l'enregistrer pendants de nombreuses heures pour obtenir la matière de son livre, les sept plumes de l'aigle, où Luis lui demande de ne pas diffuser son nom de famille.
A chaque rencontre, il suit l’enseignement qui lui est proposé, qu’il vienne de la pensée juste d’Abellio en réponse à son attrait pour la philosophie, de l’hermétisme chrétien, rejoignant cet être Jésus, de l’hindouisme pour la connaissance dont il parla si souvent, celle du supra mental d’Aurobindo, de l’amour incommensurable de Maître Eckhart pour l’enracinement du divin dans la matière, de la puissance incarnatoire et expressive de Marguerite Porete ou du soufisme d’Idries Shas et Omar Ali Shah, Luis Ansa s’est présenté, dit-il, tel un primitif sans pouvoir, sans savoir, sans mélanger rien de ces différentes traditions, préférant l’expérience et le contact,.
Répondant à l’appel de sa propre mémoire en lui, sa vie le conduit à retourner à ses origines, le monde des chamans. La rencontre avec les femmes chamanes, le merveilleuse Inès, la redoutable Juanita et celle du nagual don Justino qu’il raconte dans Le Secret de l’Aigle, La Nuit des Chamans, Le mystère du Nagual, le rapproche un peu plus de son essence. L’initiation qu’il subit alors le met en contact avec la gnose du chamanisme amérindien maya-toltèque.
De retour à Paris, désireux de faire connaître à l’Europe et à l’occident une autre façon d’être humain, il parcourt durant 30 années, la France, l’Italie, la Suisse, la Belgique, donnant la Voie du Sentir créée par lui. En droite ligne des écoles de connaissance, enraciné dans la lignée des maîtres, il crée en 1994, l’association l’Art du Secret© abritant son propre travail, La Voie du Sentir©.
Luis Ansa propose à toutes et tous, le retour au corps, l’éveil volontaire de la sensation du corps, révélant à celui qui s’en approche un monde ignoré par la raison.
Luis Ansa reçoit les psychologues, les psychothérapeutes, pour leur donner des moyens, une technologie et une façon d’être différente, les libérant d’un fardeau : la souffrance humaine. Il fonde le CITS à Paris en 2009, le Collège International de la Thérapie Sensitive,,,. Il révèle l’existence de l’esprit du corps, un esprit qui donne au chercheur une tout autre version de lui-même, de la vie et de son mystère, version que jamais la raison ne pourra saisir.
Luis Ansa ouvre également dans l’esprit des hommes et des femmes de l’occident, une place profondément désirée par lui, celle de la femme et du féminin. Le monde de la mémoire, le monde de la Mère Mémoire, qu’il donne à connaître en Europe est celle de la mémoire enracinée dans le corps de l’être humain : la mémoire minérale, la mémoire végétale, la mémoire animale, la mémoire humaine, la mémoire divine. Une mémoire constituante, pleine d’amour, révélant « le pourquoi nous sommes ». Un monde bien différent de notre référentiel enraciné dans le mental. La mystique païenne qu’il délivre, telle une ode d’amour de la vie et du vivant, reconstituant en nous, une origine oubliée.
Amoureux de l’art et de son expression, il laisse une délicieuse nourriture pour celui qui sait voir ses natures vivantes, ses laques faites d’or et de transparence, et sa merveilleuse écriture charnelle, païenne, donnant le goût de l’autre et le goût de soi,.

### De Luis Ansa
- L’Homme, Mémoire de l'Univers. Editions Dervish, 1984. Réédition par les Editions La Voie du Sentir. 2023
- Le Quatrième Royaume. Editions Le Relié. 1997
- Le Secret de l'Aigle. Henri Gougaud et Luis Ansa. Albin Michel. 2000
- La Nuit des Chamans. Albin Michel. 2005
- Le Mystère du Nagual, aspects inconnus du chamanisme. Éditions du Relié. 2010
- Fondements de la Voie du Sentir. Éditions la Voie du Sentir, 2011
- Luis Ansa & le Collège International de la Thérapie Sensitive. Éditions la Voie du Sentir, 2019
- Les Contes de l’Aigle. Éditions du Relié, 2014

### À propos de Luis Ansa et de son approche
- Les Sept Plumes de l'Aigle, Henri Gougaud, Seuil, 1995
- Quelques aspects de la Thérapie Sensitive de Paris issue de la Voie du Sentir, Sylvie Andreux, Editions la Voie du Sentir, 2011
- La Voie du Sentir, Sylvie Andreux, Editions Vega, 2013
- Quelques aspects inconnus en psychologie, Des femmes initiées, Editions la Voie du Sentir, 2013
- Luis Ansa, la Voie du Sentir, enseignements réunis par Robert Eymeri, Editions Le relié, 2015
- Petit Traité pour la Femme et le Féminin, Sylvie Andreux, Editions La Voie du Sentir, 2022

CD :
- Les Contes de l’Aigle racontés par Sylvie Andreux, livre audio, Editions La Voie du Sentir. 2015

Films :
- « De la Pampa au Faubourg » Interview RTBF par Michèle Cédric, 05.01.1969
- « Luis Ansa » Conférence à Paris.  Editions la Voie du Sentir, 2004
- « La Voie Secrète du Nagual, le Maître des Chamans. Luis Ansa » Conférence à Poitiers, Editions la Voie du Sentir, 2009
- « La Voie du Nagual, une Autre Relation à la Vie. Luis Ansa » Conférence à Paris, Editions la Voie du Sentir, 2010
- « Luis Ansa, l’Art du Chaman » Luis Ansa, Marie-Luce David, Philippe Crnogorac, 2021

### Livre d'art
- Luis Ansa, Laques, Editions La Voie du Sentir, 2013

- Luis Ansa, Aquarelles Lavis, Editions La Voie du Sentir, 2014